# Josep Gual i Tutusaus
Josep Gual i Tutusaus es un historietista, pintor e ilustrador español.

## Trayectoria
Gual nació en 1936 en San Quintín de Mediona en la comarca barcelonesa del Panadés. Estudió en la Escuela de Artes y Oficios de Barcelona (Escuela de la Lonja). 
Sus primeros trabajos como historietista consistieron en encargos para colecciones como Hazañas Bélicas, Brigada secreta, Espionaje, Las enfermeras, o Hurón, del sello Toray y con guiones de Manel Domínguez y tras estas otras más elaboradas con guiones de Víctor Mora y Andreu Martín, publicando historietas de espías en revistas como Adam y Evans, Kung-Fu o Diablo Smith.
Posteriormente se unió a la plantilla de dibujantes de diversas agencias de representación como Bardon Art, Torá y sobre todo Selecciones Ilustradas donde perfeccionó su faceta como historietista publicando a través de estas en España pero sobre todo en el extranjero. 
A partir de esta época publicó en Gran Bretaña a través de la editorial Fleetway y posteriormente en muchos otros países, como el cómic Devil Doone en Australia a partir de 1969, Mickey Mouse o Tommy, der Trommler en Alemania, Anders and Ekstra en Dinamarca, además de otras publicaciones en Italia, Austria, etc. En Estados Unidos publicó durante los años 70, como otros autores españoles de su generación, para revistas de terror de la editorial Skywald y posteriormente Warren y Gold Key. Desde principios de los 80 publica una tira cómica diaria en el diario británico The Sun: George and Lynne, con guion de Conrad Frost. Últimamente ha publicado a través de la agencia Comicon.
A lo largo de los años ha compaginado la historieta con la ilustración y con la pintura artística.

## Estilo
Gual ha demostrado ser un artista muy versátil al abarcar una gran variedad de estilos. Según Rafael Ruiz de Tebeosfera, en la aventura emulaba a Carrillo (Antonio Pérez García) y en el horror se dejó influir por Alberto Breccia. También ha demostrado su habilidad al realizar historietas infantiles para la Disney o en viñetas de humor gráfico. El propio autor, se declara admirador de la obra de dibujantes clásicos como Alex Raymond, Milton Caniff o Will Eisner, y define su estilo como "de trazo vigoroso" y "con gran dominio del claroscuro".

## Obra
Publicaciones en España
- Brigada Secreta, Ed. Toray, S.A., 1962, nºs 95, 98, 119, 141, 160 y 186
- Espionaje, Ed. Toray, S.A., 1965, n.º 50
- Las Enfermeras, Ed. Toray, S.A., 1966, nºs 4 y 9
- Hurón, Ed. Toray, S.A., 1967, nºs 3, 6, 9, 12, 14, 17, 21, 24, 26, 31, 45, 51, 55 y 64
- Dossier Negro, Ibero Mundial de Ediciones, 1968, nºs Ext.2, 55, 66, 75 y 77
- Vampus, Ibero Mundial de Ediciones, 1971, nºs Ext.4, 32, 36, 43, 49 y 59
- Comics, Pined, 1972, nºs 4, 5, 6 y 7
- Rufus, Ibero Mundial de Ediciones, 1973, nºs 10, 12, 16 y 30
- Servicio Federal, Ed. Ursus, 1973, nºs 4, 5, 7 y 8
- Agente Especial, Ed. Ursus, 1974, nºs 1, 2, 3 y 5
- Espionaje, Ed. Ursus, 1974, nºs 1, 3 y 10
- Diablo Smith, Ed. Rollán, 1977, nºs 1, 2 y 3
- Adam y Evans, Ed. Rollán, 1977, nºs 2 y 3
- Black Jack, Ed. Amaika, S.A., 1980
- La Historieta, Ed. Ursus, 1980, nºs 2 y 4
- Jonc, Convergència Democràtica de Catalunya, 1983, n.º 1
- James Bond 007, Ed. Bruguera, S.A., 1985, n.º 3

Ilustración editorial
- Histories d'Aprop i de Lluny (La Galera)
- L'Alcalde Ferrovell (La Galera)
- La Perla Negra (La Galera)
- La Caravana dels Nens (La Galera)
- Gundar e o Cabalo de Oito Patas (Casals)
- Passión por la Verdad (Casals)

Exposiciones de pintura y eventos relacionados
- Sala de cultura del Ayuntamiento de San Quintín de Mediona, 1986
- Viaje de estudios (1 año) a Inglaterra y Escocia, 1987
- Casal de cultura de San Pedro de Riudevitlles, 1988
- Museo de Villafranca del Panadés, 1989
- Aula de cultura Caixa Penedès de Villanueva y Geltrú, 1989
- Orfeón Atlàntida de Barcelona, 1990
- Sala Lluí de Sant Martí Sarroca, 1991
- Sala Atelier de Barcelona, 1992
- Viaje de estudios y trabajo al norte de Italia (Venecia y Milán), 1993
- Sala de exposiciones El Jardí de San Quintín de Mediona, 1994-99
- Primer accésito, muestra artística Sant Ramon de Penyafort de Santa Margarita y Monjós, 2000
- Exposición de óleos y pasteles en el celler dels marquesos de Llió, 2000
- Exposición de óleos y pasteles en el Castillo de Mediona, 2001
- Exposición de óleos y pasteles en el Centro Cívico de Vendrell, 2002
- Exposición de óleos y pasteles en les voltes Casa Bas de Capellades, 2005